# Exkurs
Ein Exkurs ist eine in den Text von wissenschaftlichen Abhandlungen eingefügte oder als Anhang beigefügte, selbständige und in sich geschlossene Abschweifung bzw. Digression. Im weiteren Sinn versteht man darunter eine kurze schriftliche Ausarbeitung oder eine fachbezogene Ergänzung in einem Vortrag.

## Bedeutung
In der Bedeutung ‚Abschweifung‘ kommt der Begriff vom Lateinischen ex… = ‚aus, heraus‘ und cursus = ‚Lauf‘ (zu currere ‚laufen‘).
Wichtig bei einem Exkurs ist, dass er sich trotz der Geschlossenheit logisch in den Gesamtzusammenhang der Arbeit einreiht. Nur dann ergibt ein Exkurs auch einen Sinn und bringt insbesondere in einer wissenschaftlichen Ausarbeitung einen Mehrwert. Das heißt, es muss ein Bezug zum Thema des Gesamttextes vorhanden sein und dieser muss auch ausdrücklich herausgestellt werden. In Romanen „unterbricht der Erzähler sein narratives Geschäft und wechselt ins Diskursiv-Reflexive; in einer narratologischen Perspektive setzt der Exkurs die reguläre Ordnung des Erzählens zwischenzeitlich aus.“